# BMW

Штаб-квартира BMW в Мюнхені, Німеччина

Bayerische Motoren Werke AG або скор. BMW (Баварські автомобільні заводи, БМВ; вимовляється: Бе́-еМ-Ве́) — німецький автобудівний та авіамоторний концерн і однойменна торгова марка автомобілів преміум- та люкс-класу і мотоциклів. Концерн є материнською фірмою (холдингом) об'єднання BMW Group, до якого входять такі окремі виробництва: мотоцикли BMW, автомобілі марок BMW, Rolls-Royce, MINI, дочірні виробництва BMW M, BMW i.
У 2023 році BMW була дев’ятим за величиною виробником автомобілів у світі з 2 555 341 виробленим транспортним засобом, а в 2022 році — 7-м за обсягом виробництва.
У списку найбільших публічних компаній світу Forbes Global 2000 за 2022 рік BMW Group посіла 64-е місце, а в списку Fortune Global 500 — 59-те місце. У 2023 році компанія посіла 46 місце в рейтингу Forbes Global 2000.

## Емблема
Емблема BMW — відповідає біло-синім кольорам прапору Баварії та є стилізованим зображенням пропелера літака, двигуни до яких виробляла компанія на початку заснування.

## Історія

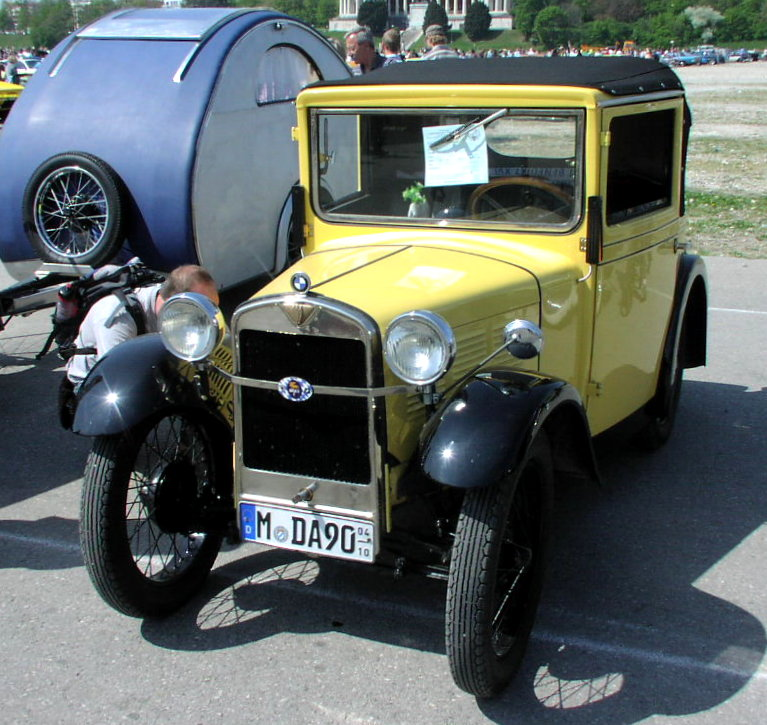
BMW Dixi

### До Другої світової війни

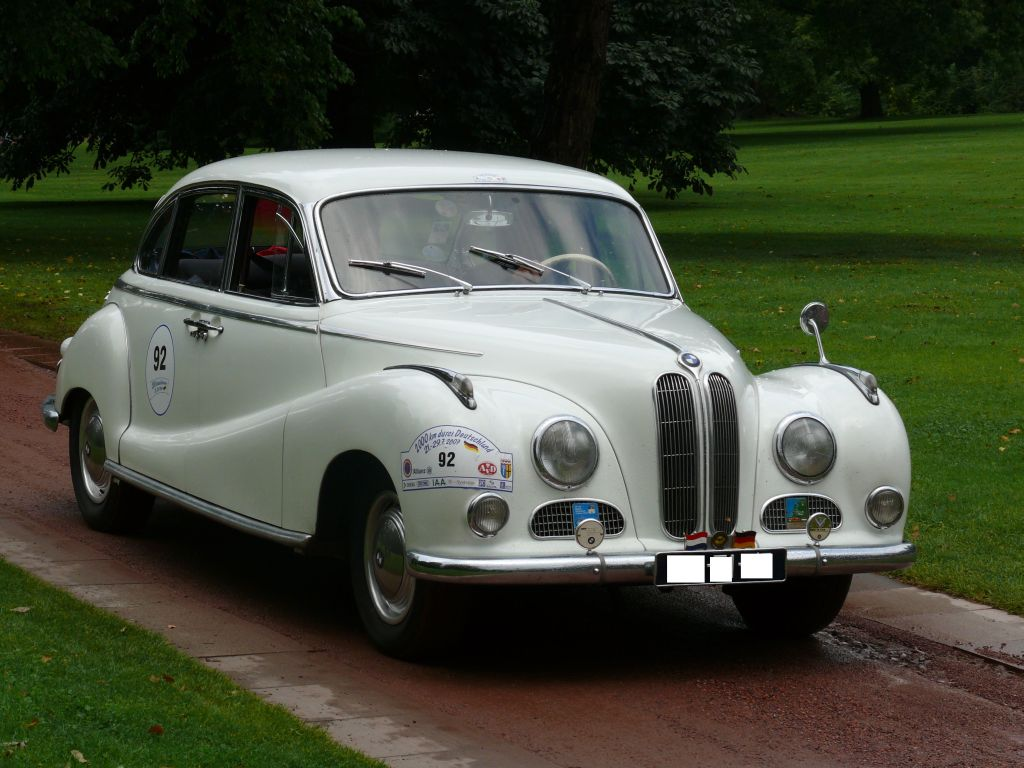
BMW 502 V8 3,2 л

BMW була заснована Карлом Фрідріхом Раппом у жовтні 1916 року, спочатку як виробник авіаційних двигунів, Bayerische Flugzeug-Werke. Округ Мюнхена  Milbertshofen був обраний місцем діяльності, оскільки тут розташовувалася Flugmaschinenfabrik Густава Отто — німецького виробника літаків.
У 1916 році компанія підписує контракт на виробництво двигунів V12 для Австро-Угорщини. Потребуючи додаткового фінансування, Рапп отримує підтримку Камілло Кастільйоні і Макса Фріца, компанія відтворюється як Bayerische Motoren Werke GmbH. Надмірне розширення стало причиною ускладнень, Рапп покинув компанію, і керівництво компанією було прийнято австрійським промисловцем Францем Джозефом Поппом у 1917 році, компанія була перейменована у BMW AG у 1918 році.
У 1919 році Франц Дімер встановив перший світовий рекорд BMW, піднявшись на висоту 9760 метрів на аероплані з двигуном BMW.
Після Першої світової війни Версальський мирний договір (1919) заборонив виробництво літаків у Німеччині. Отто закрив свою фабрику і BMW перейшла на виробництво гальм для потягів.

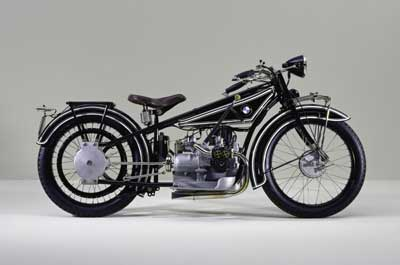
BMW R32 — найперший мототоцикл марки BMW, 1923 рік.

У 1919 році BMW розробив свій перший мотоциклетний двигун, що використовувався у моделі Victoria, яку випускала компанія в місті Нюрнберг.
1922 — BMW будує свою нинішню основну будівлю на схід від мюнхенського аеропорту Обервізенфельд (сьогодні це міський Олімпійський центр).
У 1923 році BMW випускає перший мотоцикл — R32, який мав горизонтально-опозитний двигун повітряного охолодження об'ємом 500 см³.
1924 — перший міжконтинентальний політ у Персію на літаку, оснащеному двигунами BMW.
1926 — гідролітак Rohrbach Ro VII з двигунами BMW VI встановлює п'ять світових рекордів.
1927 — у цьому році було встановлено 87 світових рекордів в авіації. 29 з них — на літаках із двигунами BMW.
1939 — початок серійного виробництва найбільшої і найпотужнішої довоєнної моделі BMW 335.

### Після Другої світової війни

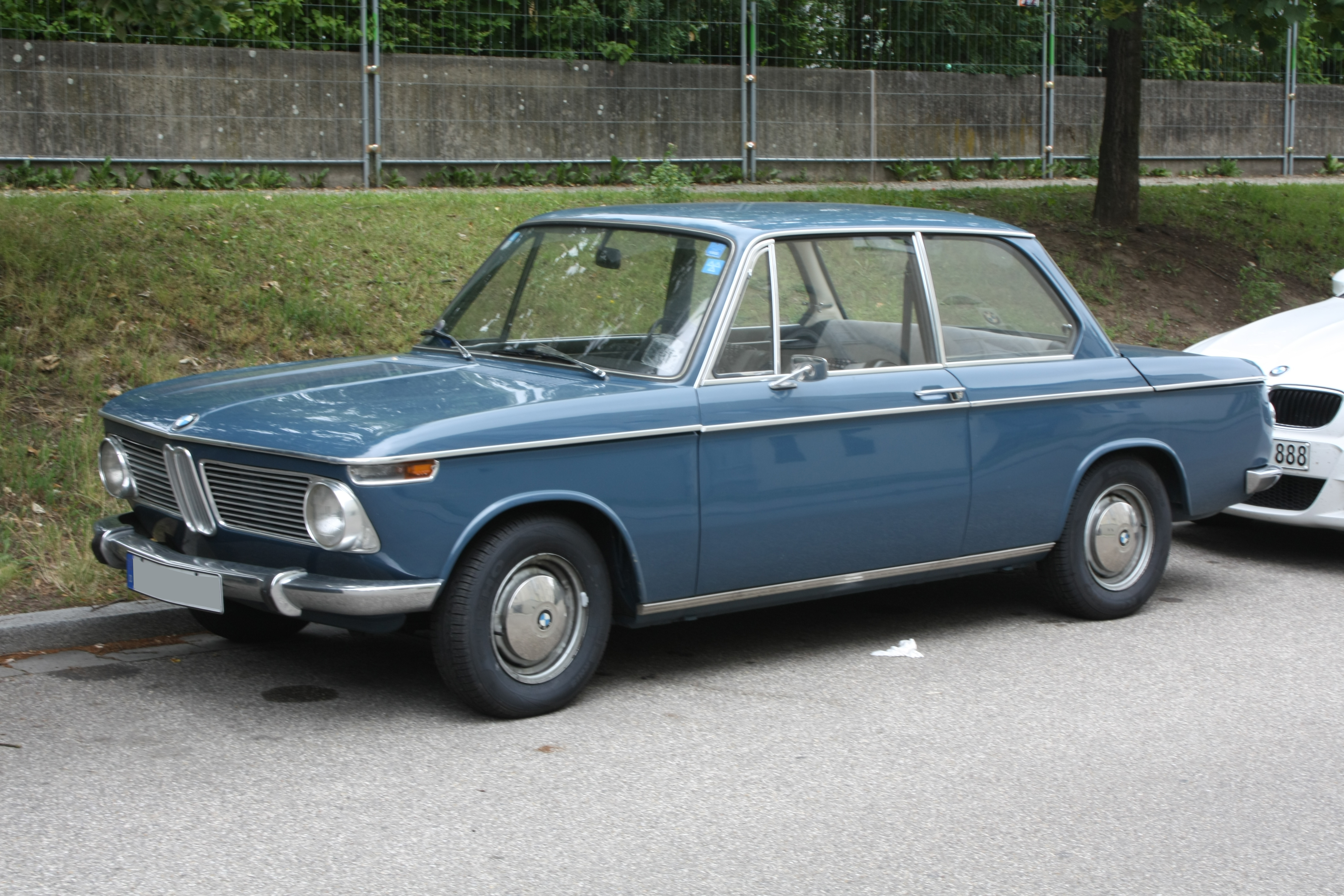
BMW 1600

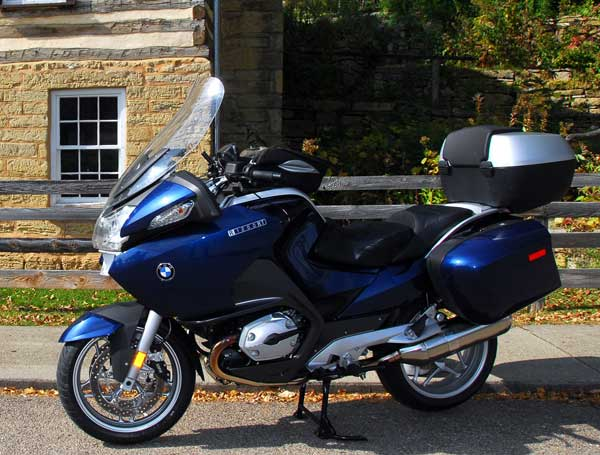
BMW R 1200 RT

1948 — мотоцикл BMW R 24 з Мюнхена стає першим післявоєнним виробом BMW.
1950 — BMW R51 / 2 — відродження мотоциклів з двоциліндровими двигунами.
1951 — BMW виробляє свій перший післявоєнний автомобіль — 501.
1954 — BMW стає чемпіоном світу в перегонах мотоциклів з колясками та утримує світову першість наступні двадцять років.
1955 — відділення BMW Triebwerk GmbH повертається до життя. Компанія орієнтується на традиції виробництва авіамоторів.
Наступним кроком у правильному напрямку стала зміна політики компанії BMW з метою популяризації своєї продукції у середнього класу. А першим масовим автомобілем у післявоєнні роки стала BMW Isetta. Ідея створення мініатюрної машини належала італійській компанії Iso, а створений нею прототип кузова був куплений німцями.

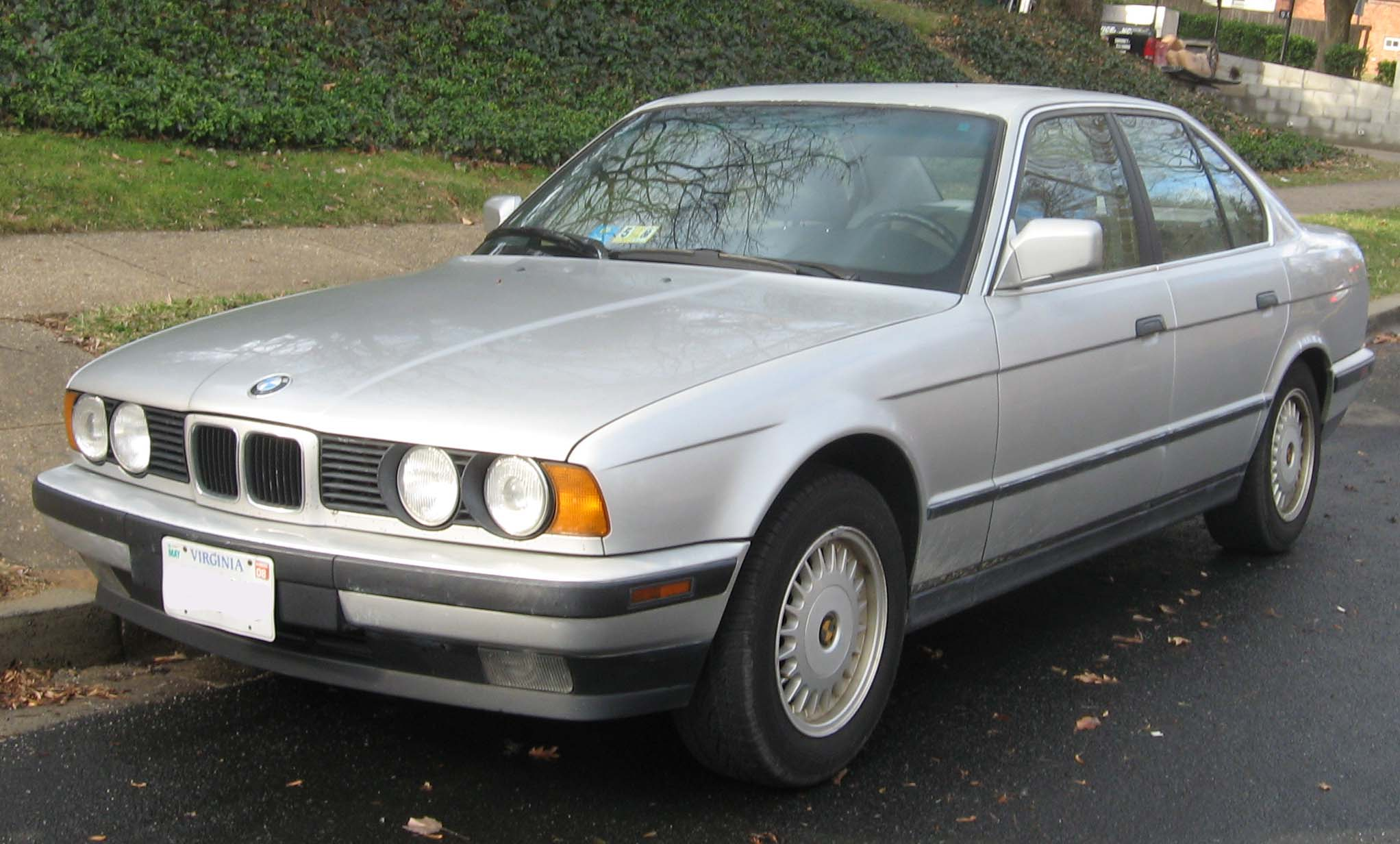
BMW 525i E34

1956 — спортивні автомобілі моделей 503 і 507.
1959 — модель 700 стала першим великим серійним успіхом для автомобілів BMW. Компанія BMW виставляється на продаж.
1994 — запущено завод BMW у Спартанбурзі. Відкрито 16-ту філію BMW de Mexico SA, створено торгове представництво в Пекіні.
1995 — презентація легендарного BMW Z3 Roadster. Автомобіль стає зіркою кінематографу й знімається у фільмі про Джеймса Бонда.
1999 — на автосалоні в Детройті проходить представлення нового повнопривідного автомобіля BMW X5.
2010 ― випуск першого гібридного авто компанії, BMW ActiveHybrid 7.
2013 ― випуск першого серійного електромобіля компанії, BMW i3.
2022 ― компанія анонсувала спеціальну версію BMW 7 серії (G11) під простою назвою «The Final V12» , останній серійний автомобіль BMW, який буде оснащений двигуном V12. 

Нині BMW, що почалася з маленького авіамоторного заводу, виробляє свою продукцію на п'яти заводах у Німеччині і двадцяти двох дочірніх підприємствах по всьому світу.

Логотип 1997-2020, але він досі використовується на авто
Логотип з 2020 року, використовується в рекламних цілях

## Діяльність
Ключовими тенденціями BMW Group станом на 2023 фінансовий рік є:
| Регіорн         | частка |
| --------------- | ------ |
| Китай           | 29.4%  |
| Решта Європи    | 25.3%  |
| Сполучені штати | 20.2%  |
| Німеччина       | 10.8%  |
| Решта Азії      | 9.0%   |
| Решта Америки   | 3.5%   |
| Решта світу     | 2.0%   |

| Регіон            | частка |
| ----------------- | ------ |
| Автомобільна      | 74.2%  |
| Фінансові послуги | 23.5%  |
| Зелені технології | 1.9%   |

| Рік  | Дохід (€ млрд) | Чистий прибуток (€ млрд) | Загальні активи (€ млрд) | Кількість проданих автомобілів (м) | Співробітники (k) |
| ---- | -------------- | ------------------------ | ------------------------ | ---------------------------------- | ----------------- |
| 2007 | 56.0           | 3.1                      | 88.9                     | 1.5                                | 107               |
| 2008 | 53.1           | 0.32                     | 101                      | 1.4                                | 100               |
| 2009 | 50.6           | 0.20                     | 101                      | 1.2                                | 96.2              |
| 2010 | 60.4           | 3.2                      | 108                      | 1.4                                | 95.4              |
| 2011 | 68.8           | 4.8                      | 123                      | 1.6                                | 100               |
| 2012 | 76.8           | 5.0                      | 131                      | 1.8                                | 105               |
| 2013 | 76.0           | 5.3                      | 138                      | 1.9                                | 110               |
| 2014 | 80.4           | 5.7                      | 154                      | 2.1                                | 116               |
| 2015 | 92.1           | 6.3                      | 172                      | 2.2                                | 122               |
| 2016 | 94.1           | 6.8                      | 188                      | 2.3                                | 124               |
| 2017 | 98.6           | 8.6                      | 193                      | 2.4                                | 129               |
| 2018 | 97.4           | 7.1                      | 208                      | 2.4                                | 134               |
| 2019 | 104            | 4.9                      | 241                      | 2.5                                | 133               |
| 2020 | 98.9           | 3.7                      | 216                      | 2.3                                | 120               |
| 2021 | 111            | 12.3                     | 229                      | 2.5                                | 118               |
| 2022 | 142            | 17.9                     | 246                      | 2.3                                | 146               |
| 2023 | 155            | 11.2                     | 250                      | 2.5                                | 152               |

## Основні виробничі потужності

### У Німеччині
- Німеччина Bayerische Motoren Werke. Штаб-квартира розташована у м. Мюнхен, федеральна земля Баварія. Основні заводи у:
  - м. Мюнхен, федеральна земля Баварія;
  - м. Дінгольфінг, федеральна земля Баварія;
  - м. Ландсгут, федеральна земля Баварія
- Німеччина BMW Motorsport GmbH (спортивні та гоночні автомобілі). Штаб-квартира та основні виробничі потужності розташовані у м. Мюнхен, федеральна земля Баварія
- Німеччина BMW Motorrad (мотоцикли). Штаб-квартира та основні виробничі потужності розташовані у м. Мюнхен, федеральна земля Баварія
- Німеччина Alpina Burkard Bovensiepen GmbH (спортивні автомобілі). Штаб-квартира та основні виробничі потужності розташовані у м. Бухлое, федеральна земля Баварія

### За кордоном
- Мексика BMW de Mexico SA de CV. Штаб-квартира розташована у м. Мехіко. Заводи у:
  - м. Лерма[en], штат Мехіко 1-й завод: мотоцикли;
  - м. Лерма, штат Мехіко 2-й завод: автомобілі;
  - м. Сан-Луїс-Потосі, штат Сан-Луїс-Потосі (анонсовано будівництво заводу з липня 2014 року);
- США BMW Manufacturing Co LLC.. Штаб-квартира розташована у м. Спартанберг, штат Південна Кароліна. Основні виробничі потужності у м. Грір, що у окрузі Спартанберг, штат Південна Кароліна.
- США DesignworksUSA (Дизайнерська компанія). Штаб-квартира розташована у м. Нью бері Парк, штат Каліфорнія.
- Нова Зеландія BMW New Zealand Limited. Штаб-квартира та основні виробничі потужності розташовані у Ньюмаркеті (у приміській зоні Окленда).
- Бразилія Dafra da Amazonia Industria e Comercio (мотоцикли). Штаб-квартира та основні виробничі потужності розташовані у м. Манаус, штат Амазонас.
- ПАР Bmw (South Africa) (Pty) Ltd. Штаб-квартира розташована у м. Преторія. Основні виробничі потужності у м. Росслін провінція Ґаутенг.
- Єгипет Alternative Company for Vehicle Assembling (Acva). Штаб-квартира розташована у м. Каїр. Основні виробничі потужності у м. Місто ім. 6 Жовтня, провінція Гіза.
- КНР BMW Brilliance Automotive Ltd. Штаб-квартира і основні виробничі потужності розташовані у м. Шеньян, провінція Ляонін.
- Індонезія PT Tjahya Sakti Motor Corp. Штаб-квартира і основні виробничі потужності розташовані у м. Джакарта.
- Таїланд BMW Manufacturing (Thailand) Co Ltd. Штаб-квартира та основні виробничі потужності розташовані у м. Амата, пров. Районґ
- Малайзія Auto Bavaria A Division Tractors. Штаб-квартира та основні виробничі потужності розташовані у м. Шах-Алам, провінція Селангор.
- Росія Автотор. Штаб-квартира розташована у м. Москва. Основні виробничі потужності у м. Калінінград, Калінінградська область. Унаслідок російського вторгнення в Україну і в руслі європейських санкцій проти РФ виробництво в Росії було на початку березня 2022 припинено.

## Легкові автомобілі

### Роботи
BMW Це одна з небагатьох автомобільних фірм, що не використовує на заводах роботів. Весь процес складання на конвеєрі йде тільки вручну.[джерело не вказане 4644 дні]

### Статистика продаж
Загалом у 2009 році BMW Group продала 1 286 310 автомобілів під марками BMW, MINI і Rolls-Royce (у 2008 році: 1 435 876 штук / −10,4 %). З цим показником BMW Group зайняла перше місце серед продажу автомобілів преміум-класу.
Загалом у 2009 автомобілів BMW було продано 1 068 770 штук (у 2008 році: 1 202 239 штук / −11,1 %). З них декілька моделей збільшили обсяги продажів, а саме:BMW 7 Серії (52 680 штук / +35,7 %), BMW X6 (41 667 штук / +56,8 %) і BMW Z4 (22 761 штука / +26,4 %). Нова модель BMW X1 розійшлась в кількості 8499 штук, а BMW 5 Серії (F07) Gran Turismo в кількості 3052 штук.
Автомобілів MINI продали 216 538 штук у 2009 році (у 2008 році: 232 425 штук / −6,8 %). З них 53,6 % продаж припало на MINI Cooper, 26,2 % на MINI Cooper S і 20,2 % на MINI One.
Автомобілів Rolls-Royce продали у 2009 в кількості 1002 (у 2008 році: 1212 штук / −17,3 %).
За 2012 рік було вироблено 125 284 штук мотоциклів. Водночас автомобілів було випущено: BMW — 1 547 057, MINI — 311 490, Rolls-Royce — 3279.

## Мотоцикли

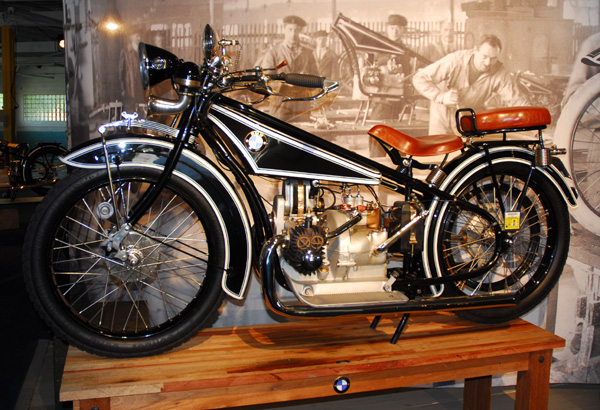
Мотоцикл R32, перший мотоцикл BMW
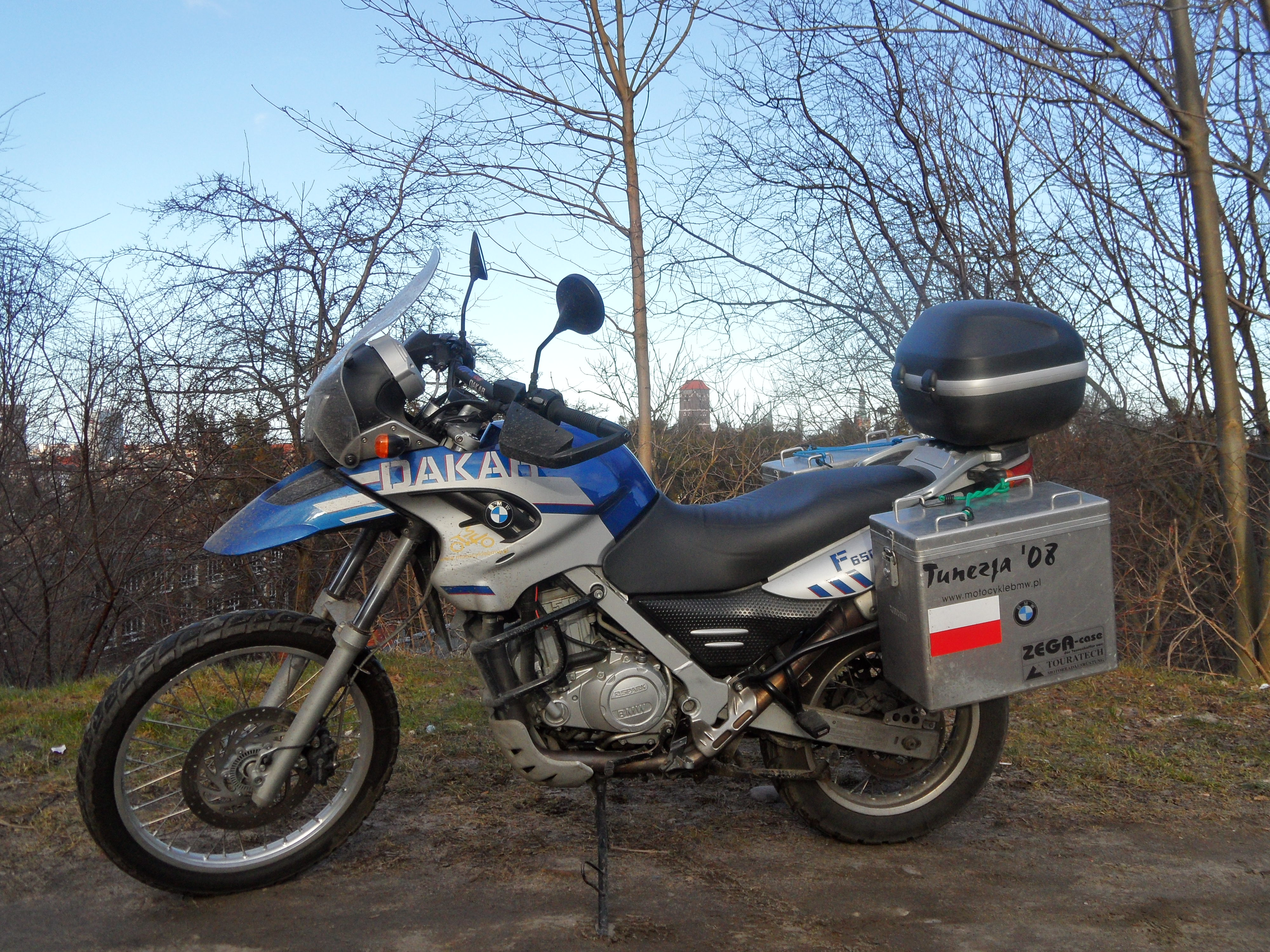
Мотоцикл BMW F 650 GS Dakar
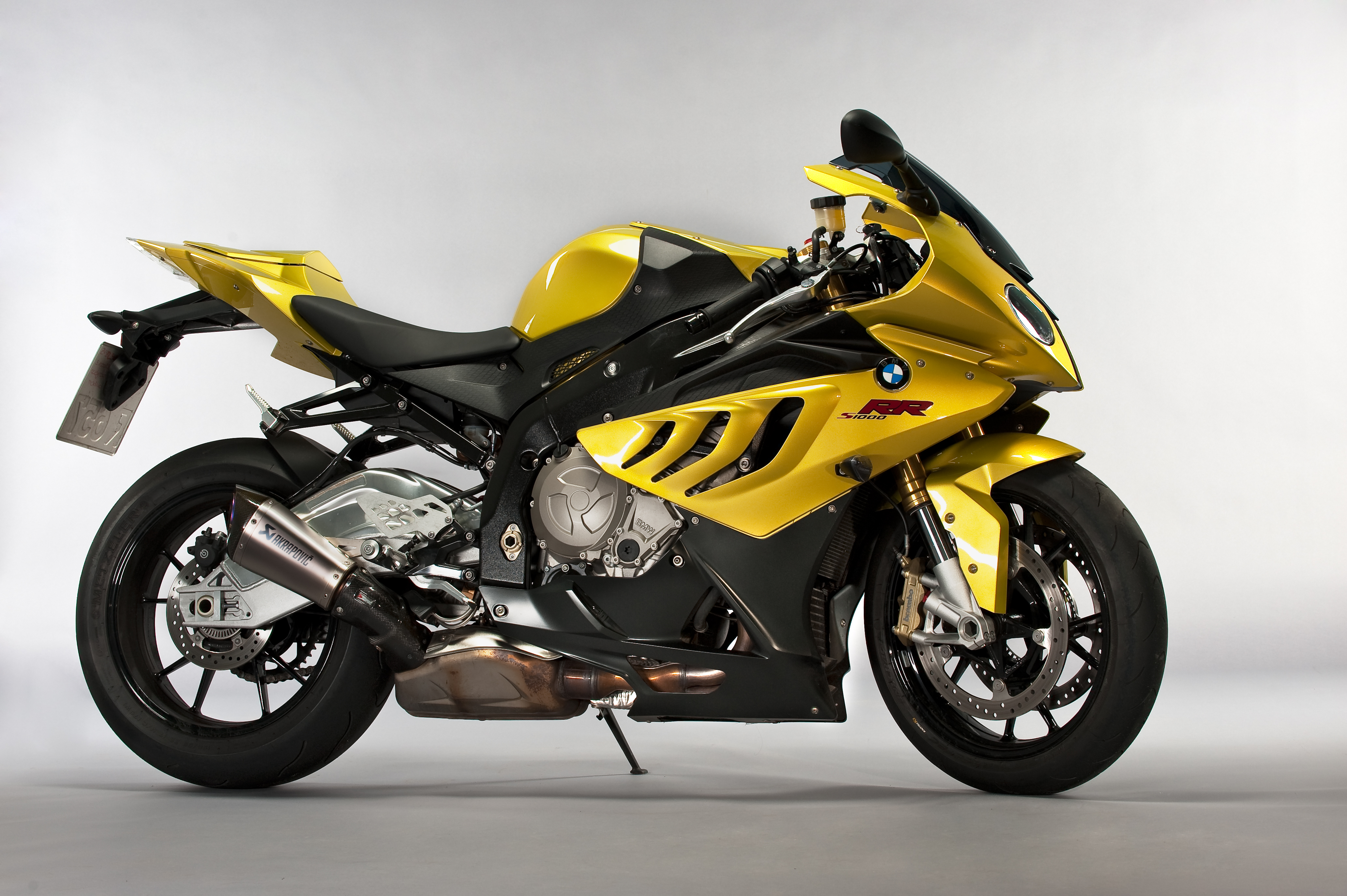
Найкращий мотоцикл 2010 року, BMW S1000 RR, найшвидший серійний мотоцикл BMW і світу